# Junichi Misawa
Junichi Misawa (三澤 純一 Misawa Junichi?, nacido el 21 de mayo de 1985 en Hokkaido) es un exfutbolista japonés. Jugaba de centrocampista y su último club fue el FC Ryukyu de Japón.

## Trayectoria

### Clubes
| Club           | País  | Año         |
| -------------- | ----- | ----------- |
| Vegalta Sendai | Japón | 2008 - 2010 |
| FC Ryukyu      | Japón | 2011        |

## Palmarés

### Títulos nacionales
| Título    | Club           | País  | Año  |
| --------- | -------------- | ----- | ---- |
| J2 League | Vegalta Sendai | Japón | 2009 |